# Carl Friedrich von Weizsäcker
Baron Carl Friedrich von Weizsäcker, nemški fizik in filozof, * 28. junij 1912, Kiel, Nemčija, † 28. april 2007, Starnberg, Bavarska, Nemčija.
Von Weizsäcker je sin Ernsta von Weizsäckerja, brat Richarda von Weizsäckerja in oče Ernsta Ulricha von Weizsäckerja.
Med letoma 1929 in 1933 je študiral fiziko v Berlinu, Göttingenu in Leipzigu. Ukvarjal se je z vezavno energijo atomskih jeder (Bethe-Weizsäckerjeva enačba, kapljični model, 1935) in jedrski procesi, ki dobavljajo energijo iz notranjosti zvezd (Bethe-Weizsäckerjev cikel, 1937/1938).
Leta 1957 so mu za njegove zasluge podelili medaljo Maxa Plancka, leta 1963 pa mirovno nagrado Nemškega knjigotrškega združenja.
Von Weizsäcker se je po koncu 2. svetovne vojne poglobljeno ukvarjal z vprašanjem odgovornosti in etike v naravoslovju. Leta 1979 je zavrnil kandidaturo za zveznega predsednika, ki mu jo je predlagal Willy Brandt. Njegov brat Richard von Weizsäcker (1920–2015) pa je bil deset let ali dva mandata (1984–94, njegov drugi mandat je bil v času združitve) nemški predsednik.